# Vermileo willetti
Vermileo willetti är en tvåvingeart som beskrevs av Leon 1938. Vermileo willetti ingår i släktet Vermileo och familjen Vermileonidae. Inga underarter finns listade i Catalogue of Life.